# Aa! Megami-sama
Oh My Goddess! (ああっ女神さまっ Aa! Megami-sama?) también conocida como Ah! My Goddess y ¡Oh mi Diosa! es una serie de manga y anime de temática seinen creada por Kōsuke Fujishima que combina comedia, drama y romance. Publicada por primera vez en 1988 y finalizada en 2014 saliendo el último volumen en julio de ese mismo año constando en total de cuarenta y ocho tomos y se sigue publicando en varios países además de Japón como son: China, Estados Unidos, España, México, entre otros.

## Argumento
La historia se centra en Keiichi Morisato, en un inicio estudiante universitario, aficionado a las motocicletas. Un día, Keiichi llama accidentalmente a una "línea de ayuda técnica de las diosas" — En los OVAs intentaba encargar comida a domicilio, mientras que en el manga y la serie de anime estaba dejando un recado — y la hermosa diosa Belldandy aparece a través del espejo, ofreciéndole un deseo. Como el no entiende que está sucediendo, Keiichi desea que Belldandy (a la que encuentra muy atractiva) permanezca con él para siempre, y su deseo es inmediatamente concedido. Como consecuencia, Keiichi quien vivía en un exclusivo dormitorio para hombres de la universidad, es expulsado del inmueble y se ve forzado a buscar un nuevo hogar, el cual consigue en un templo budista que fuera abandonado luego de que el monje que vivía allí se fuera a la India a peregrinar.
Esto se complica aún más cuando las hermanas de Belldandy, Urd y Skuld, se mudan con ellos, trayéndoles muchísimos más problemas.
Las tres diosas están basadas en las nornas de la mitología nórdica Urd, Verdandi/Verthandi y Skuld, que representan el pasado, el presente y el futuro. Dichas nornas, viven en uno de los pozos que alimentan al Yggdrasil, y lo protegen. Las diosas del manga acceden a un sistema informático con el mismo nombre como analogía del árbol Yggdrasil que sostiene a todos los mundos, un fresno.

## Piloto
Previamente a comenzar Oh My Goddess!, Kōsuke Fujishima llevaba tiempo trabajando en el manga You're under Arrest o Estás Arrestado, Miyuki Kobayakawa, uno de los personajes principales de la serie, fue dibujada como el personaje de una Diosa en un yonkoma para un concurso. Mientras que la relación exacta entre esta diosa inicial y la serie Ah! My Goddess no es clara, existe la creencia de que Ah! My Goddess fue una especie de historia derivada. Sin importar el origen, el concepto de una diosa "a manera de trabajo" interesó a Fujishima, lo suficiente para publicar la primera aparición de la serie en el Afternoon en agosto de 1988.

## Universo de la serie
El universo del manga de Aa! Megami-sama se basa vagamente en la cultura popular de la mitología nórdica. Se divide en al menos tres mundos; cielo, infierno y la tierra, pero se ha indicado que también existen muchos otros mundos. El cielo es el Reino de Dios y las diosas, mientras que el infierno pertenece a la Daimakaicho y los demonios. La tierra es el reino de los seres humanos y hasta hace poco, no habitada por diosas ni demonios, en gran parte porque pueden crear un desequilibrio en la felicidad del mundo. la realidad es controlada por un enorme y complejo sistema informático llamado "Yggdrasil", el nombre tomado del árbol en la mitología nórdica.

## Personajes
- Belldandy (ベルダンディー) es una diosa de primera clase, segunda categoría y poder ilimitado siendo su fuente alternativa de energía el dormir. Controla el viento y representa el presente. Al comienzo de la historia aparenta tener 21 años, habiendo nacido un 1 de enero. Proviene de la Oficina de Asistencia de las Diosas, mide 1.65m. Su ángel se llama Holy Bell. Es la personificación de la suavidad, siendo siempre agradable, no tiene ningún mal pensamiento, su debilidad es el refresco de cola, que la hace emborracharse. Cuando recibe la orden de permanecer en la Tierra ante Keiichi para siempre, se ajusta plenamente y comienza entonces su nueva vida. Tiene por hermana mayor, Urd, y otra menor, Skuld, dos diosas más problemáticas con las cuales tiene a veces dificultades. Gráficamente, es el personaje en el que se advierte mayor evolución en el transcurso de los volúmenes del manga.

- Keiichi Morisato (森里螢一) es un estudiante universitario, amante de los vehículos motorizados, al que no le importa lo exterior sino que el interior de las personas. El infortunio y la mala suerte es algo muy común en su vida, y tiene mala suerte con las mujeres por ser pequeño (solo mide 1.60 metros). Pero su vida cambia radicalmente cuando conoce a Belldandy: ella le hace compañía y le trae también algo de suerte, por lo que comienza una vida totalmente diferente a lo que él estaba acostumbrado. Es un joven indeciso, extremadamente amable y entusiasta.

- Urd (ウルド) es la diosa del pasado en la mitología nórdica y un híbrido de diosa y demonio, debido a esto su ángel guardián posee un ala blanca y una negra así como su cabello y vestimenta, se llama World Of Elegance. Su temperamento es bien fuerte pero a la vez es seductora. Es muy diestra manejando sus poderes pero tiende a exagerar en su uso haciendo que estos siempre causen un desastre, por lo cual fue desterrada de Asgard (hogar de los dioses en la mitología nórdica, en el caso de la serie simplemente se le llama cielo), y debe entonces vivir con Belldandy y Keiichi, luego es seguida por Skuld. Su punto débil es escuchar música estilo enka, que la hace dormir de manera profunda e inmediata y su fuente de energía alternativa es el sake. Originalmente es la administradora de sistemas en el "sistema Yggdrasil" (sistema con el cual dios controla el universo) pero se escapa del cielo y pasa a ser la celestina en la relación de Keiichi y Belldandy y para ello se vale de su habilidad para hacer pociones.

- Skuld (スクルド) es la diosa del futuro en la mitología nórdica y la tercera en aparecer, hermana menor de Belldandy, tiene un ángel guardián llamado Noble Scarlet, es muy divertida, pero al saber que Keiichi está con su hermana se pone muy celosa, ya que piensa que él la alejará de su hermana. Su fuente de energía alternativa son los helados. Es un genio de la tecnología y de la mecánica, por eso odia las máquinas simples y sin utilidad aparente. Tiene un martillo con el cual espanta los bichos de Yggdrasil, el cual influye en los poderes y acciones de las diosas.

## Contenido de la obra

### Manga
Desde la publicación del primer volumen en 1989, ha tenido gran acogida por todo el mundo y es considerada por muchos uno de los mejores mangas de los años 90. Actualmente se han publicado 45 Tankoubons con 192 páginas cada uno.
El manga de Oh My Goddess! lleva publicándose en España desde junio del 2005, edita Norma editorial bajo el nombre de “¡Ah mi Diosa!”.
En México, la publicación inició en 1998 de la mano de Grupo Editorial Vid, haciendo un total de 64 tomos (2 por cada Tankoubon). Actualmente su edición se encuentra descontinuada.
La estructura del manga se divide, o puede dividirse, más o menos en “arcos” argumentales, es decir, unos pocos episodios dedicados a un tema en concreto, y es notoria la evolución de todos los personajes a lo largo del argumento que, comenzando de un punto muy sencillo, se convierte en una historia que no carga demasiado las tintas sobre el dramatismo y si más sobre el romance y la diversión, aunque de vez en cuando decae un poco en cuanto argumento.
La evolución en el estilo de dibujo de los personajes es notable a través del tiempo, empezando por líneas muy clásicas de manga en cuanto a trazo y sombreado, para variar totalmente al dibujado y diseñado de los últimos, sin embargo, esto se debe a la natural evolución en el diseño de los personajes por parte de Kōsuke Fujishima, siendo que la serie comenzó en Japón a finales de los ochenta y sigue hasta la fecha, algo que suele verse en otras series (Dragon Ball, es uno de los ejemplos más famosos).
Tankoubons editados en Japón
| Título                      | ISBN                   | Fecha de publicación      |
| --------------------------- | ---------------------- | ------------------------- |
| ¡Oh, Mi Diosa! - Volumen 1  | ISBN 4-06-321009-X     | 23 de agosto de 1989      |
| ¡Oh, Mi Diosa! - Volumen 2  | ISBN 4-06-321013-8     | 23 de marzo de 1990       |
| ¡Oh, Mi Diosa! - Volumen 3  | ISBN 4-06-321013-8     | 22 de septiembre de 1990  |
| ¡Oh, Mi Diosa! - Volumen 4  | ISBN 4-06-321021-9     | 23 de mayo de 1991        |
| ¡Oh, Mi Diosa! - Volumen 5  | ISBN 4-06-321023-5     | 23 de octubre de 1991     |
| ¡Oh, Mi Diosa! - Volumen 6  | ISBN 4-06-321025-1     | 23 de abril de 1992       |
| ¡Oh, Mi Diosa! - Volumen 7  | ISBN 4-06-321028-6     | 22 de octubre de 1992     |
| ¡Oh, Mi Diosa! - Volumen 8  | ISBN 4-06-321030-8     | 23 de marzo de 1993       |
| ¡Oh, Mi Diosa! - Volumen 9  | ISBN 4-06-321037-5     | 22 de noviembre de 1993   |
| ¡Oh, Mi Diosa! - Volumen 10 | ISBN 4-06-321040-5     | 23 de mayo de 1994        |
| ¡Oh, Mi Diosa! - Volumen 11 | ISBN 4-06-321044-8     | 21 de octubre de 1994     |
| ¡Oh, Mi Diosa! - Volumen 12 | ISBN 4-06-321049-9     | 23 de junio de 1995       |
| ¡Oh, Mi Diosa! - Volumen 13 | ISBN 4-06-321057-X     | 23 de abril de 1996       |
| ¡Oh, Mi Diosa! - Volumen 14 | ISBN 4-06-321067-7     | 23 de abril de 1997       |
| ¡Oh, Mi Diosa! - Volumen 15 | ISBN 4-06-321074-X     | 1 de septiembre de 1997   |
| ¡Oh, Mi Diosa! - Volumen 16 | ISBN 4-06-321076-6     | 21 de noviembre de 1997   |
| ¡Oh, Mi Diosa! - Volumen 17 | ISBN 4-06-321091-X     | 22 de septiembre de 1998  |
| ¡Oh, Mi Diosa! - Volumen 18 | ISBN 4-06-321093-6     | 20 de noviembre de 1998   |
| ¡Oh, Mi Diosa! - Volumen 19 | ISBN 4-06-314219-1     | 22 de septiembre de 1999  |
| ¡Oh, Mi Diosa! - Volumen 20 | ISBN 4-06-314222-1     | 22 de noviembre de 1999   |
| ¡Oh, Mi Diosa! - Volumen 21 | ISBN 4-06-321114-2     | 22 de junio de 2000       |
| ¡Oh, Mi Diosa! - Volumen 22 | ISBN 4-06-321118-5     | 23 de octubre de 2000     |
| ¡Oh, Mi Diosa! - Volumen 23 | ISBN 4-06-321129-0     | 23 de octubre de 2001     |
| ¡Oh, Mi Diosa! - Volumen 24 | ISBN 4-06-321136-3     | 23 de marzo de 2002       |
| ¡Oh, Mi Diosa! - Volumen 25 | ISBN 4-06-321142-8     | 15 de noviembre de 2002   |
| ¡Oh, Mi Diosa! - Volumen 26 | ISBN 4-06-321150-9     | 23 de junio de 2003       |
| ¡Oh, Mi Diosa! - Volumen 27 | ISBN 4-06-321154-1     | 21 de noviembre de 2003   |
| ¡Oh, Mi Diosa! - Volumen 28 | ISBN 4-06-321158-4     | 23 de marzo de 2004       |
| ¡Oh, Mi Diosa! - Volumen 29 | ISBN 4-06-321163-0     | 6 de septiembre de 2004   |
| ¡Oh, Mi Diosa! - Volumen 30 | ISBN 4-06-321166-5     | 1 de noviembre de 2004    |
| ¡Oh, Mi Diosa! - Volumen 31 | ISBN 4-06-321169-X     | 1 de septiembre de 2005   |
| ¡Oh, Mi Diosa! - Volumen 32 | ISBN 4-06-321173-8     | 1 de diciembre de 2005    |
| ¡Oh, Mi Diosa! - Volumen 33 | ISBN 4-06-321177-0     | 1 de julio de 2006        |
| ¡Oh, Mi Diosa! - Volumen 34 | ISBN 4-06-321180-0     | 1 de noviembre de 2006    |
| ¡Oh, Mi Diosa! - Volumen 35 | ISBN 978-4-06-321185-6 | 24 de junio de 2007       |
| ¡Oh, Mi Diosa! - Volumen 36 | ISBN 978-4-06-321186-3 | 21 de diciembre de 2007   |
| ¡Oh, Mi Diosa! - Volumen 37 | ISBN 978-4-06-321188-7 | 23 de julio de 2008       |
| ¡Oh, Mi Diosa! - Volumen 38 | ISBN 978-4-06-321190-0 | 22 de diciembre de 2008   |
| ¡Oh, Mi Diosa! - Volumen 39 | ISBN 978-4-06-321191-7 | 23 de julio de 2009       |
| ¡Oh, Mi Diosa! - Volumen 40 | ISBN 978-4-06-321193-1 | 20 de noviembre de 2009   |
| ¡Oh, Mi Diosa! - Volumen 41 | ISBN 978-4-06-321194-8 | 23 de julio del 2010      |
| ¡Oh, Mi Diosa! - Volumen 42 | ISBN 978-4-06-321195-5 | 23 de febrero del 2011    |
| ¡Oh, Mi Diosa! - Volumen 43 | ISBN 978-4-06-310774-6 | 23 de septiembre del 2011 |
| ¡Oh, Mi Diosa! - Volumen 44 | ISBN 978-4-06-321197-9 | 23 de abril del 2012      |
| ¡Oh, Mi Diosa! - Volumen 45 | ISBN 978-4-06-321198-6 | 22 de noviembre del 2012  |

### Adaptaciones

#### Oh My Goddess! (OVA)
La primera adaptación a anime basada en el manga Oh My Goddess!, fue una miniserie de cinco OVAs producidos en 1993 por la compañía AIC, debido al éxito del manga. Este formato presenta a los personajes principales del manga, aunque con algunos interfaces o diferencias, recopilando los capítulos más trascendentales del manga. Los OVAs fueron lanzados con el nombre Ah! Megami-sama (ああっ女神さまっ?). La misma fue transmitida por Locomotion en América Latina, España y Portugal, con doblajes en español y portugués. El nombre otorgado en el doblaje mexicano fue Mi Diosa; Locomotion la transmitió con el nombre Oh My Goddess! en el segmento Animafilms, siendo estrenada en octubre de 1999.

#### The Adventures of Mini-Goddess (anime)
Ah! Megami-sama: Chicchaitte Kotoha Benridane (ああっ女神さまっ小っちゃいって事は便利だねっ lit. ¡Oh Mi Diosa!: Ser pequeño es conveniente?) o también conocida simplemente como Mini-Goddess es una serie de anime que consta de 48 episodios de unos 7 minutos cada uno, que ofrecen versiones en superdeformed de Urd, Belldandy y Skuld, basada en pequeños chistes que se incluían al final de algunas historias llamados Mini Urd's Adventures. La serie fue producida en 1998, animada por el estudio OLM, Inc. y transmitida por la cadena de televisión satelital WOWOW.
Era una parte del programa Anime Complex de la cadena WOWOW y fue distribuido en los EE. UU. por Pioneer Entertainment. Esta serie sale más del storyline básico del manga, y de hecho, no tiene ninguna continuidad con la serie anterior.
Fue licenciada por Locomotion a Kodansha y emitida para América Latina, España y Portugal, con doblajes en español y portugués. El nombre otorgado en el doblaje mexicano fue Las aventuras de las Mini Diosas, aunque Locomotion la transmitía con el nombre Mini-Goddess.
Este es uno de los pocos tiempos que Kikuko Inoue no podía hacer el trabajo de la voz de Belldandy en todas partes, pues ella estaba en la licencia por maternidad para los primeros trece episodios.

#### Ah! My Goddess - The Movie (Gekijouban Aa! Megami-sama)
En el 2000, se estrenó en cines japoneses la película Ah! My Goddess: The Movie (劇場版ああっ女神さまっ Gekijouban Ah!MegamiSama?). Distribuida en Japón por Shochiku, en Norteamérica por Geneon Entertainment en 2001 y en Alemania fue lanzado por el sello de Anime Virtual para DVD. El diagrama es básicamente una continuación de los OVAs, mostrando más sobre el pasado de Belldandy y su encuentro con Keiichi, pero las aplicaciones trazan los dispositivos de diversos arcos de la historia del manga.
Cuenta la historia de Morgan, una hada con una gran decepción en su corazón por perder a su primer amor, y necesitada de poder para volver a presentarse frente al portal del destino. El poder se lo otorga Celestine, un Dios atrapado en la Luna por oponerse a la voluntad del cielo, y que fue el mentor de Belldandy. Cuando Celestine y Belldandy se encuentran, una serie de acontecimientos arrastrará a los protagonistas, los cuales finalmente deberán probar si realmente su amor tiene futuro.

#### Aa! Megami-sama (anime)
Una serie de anime se estrenó en Japón el 6 de enero de 2005, Aa! Megami-sama (ああっ女神さまっ ''Ah! My Goddess''?) producida por AIC y distribuida en Estados Unidos por Media Blasters. Esta adaptación vuelve a las raíces del manga, dándose acontecimientos mucho más cercano a su forma original. Aunque hay diferencias de menor importancia, basadas en qué se considera inaceptable para la televisión, o fijar los agujeros del diagrama en el manga, o apenas mover el tiempo-marco desde los 80 hasta mediados del 2000. Algunos episodios no reflejan ningún elemento particular del diagrama en el manga. Esta primera temporada consistió en 24 episodios más el episodio especial (entre los episodios 12 y 13), que era una recapitulación. El lanzamiento japonés de DVD contuvo 2 episodios en formato OVA, que se centraban en las consecuencias del final de la primera temporada. Una segunda temporada fue estrenada en abril de 2006, llamada Ah! My Goddess: Everyone Has Wings, que contó con el mismo staff de la primera temporada.
En el año 2007 es lanzado al mercado el OVA especial de dos episodios Ah! My Goddess: Fighting Wings (Alas de Pelea), para conmemorar el 20 aniversario de la publicación del primer número del manga, fue dirigido por Hiroaki Gōda, animado por AIC, y producido por Tokyo Broadcasting System. Los episodios salieron al aire en Japón el 8 de diciembre de 2007 y Bandai Visual lanzó posteriormente ambos episodios en una edición de un solo disco de DVD en Japón el 22 de febrero de 2008. No hay licencia vigente para la edición y venta de estos episodios en DVD o Blu-ray para la región 4 (Centro y Sudamérica), ni para la Región 2 (Europa).
El 23 de febrero de 2011, Kodansha lanzó el primero de tres OVAs producidos después de Ah! My Goddess: Fighting Wings con el título de Ah! My Goddess: Together Forever (Aa! Megami-sama: Itsumo Futari de), este OVA fue distribuido en conjunto con el volumen 42 del manga. El volumen 42 se lanzó en dos versiones, versión estándar sin el OVA y edición limitada la cual venía acompañada del disco con el OVA.
Kodansha lanzó el segundo OVA para la serie animada el 23 de septiembre del 2011 junto con el volumen 43 del manga en Japón, fue editado y lanzado al mercado de igual forma que el volumen 42.
El tercer OVA se lanzó en Japón el 23 de agosto de 2013 junto con el volumen 46 del manga el título de este OVA es Dive! Live! Love!.

#### Aa! Megami-sama: First End (Novela ligera)
La primera novela de la serie, Oh My Goddess! First End (ああっ女神さまっ 初終 -First End-?), fue escrita por la actriz de doblaje de Urd, Yumi Tōma, con las ilustraciones de Kōsuke Fujishima y Hidenori Matsubara, el director de animación de varias adaptaciones animadas de la serie. La historia sigue la del manga, tiene lugar cinco años después del primer encuentro entre Belldandy y Keiichi(tres años después de la llegada de Skuld). La novela fue publicada primero en Japón el 20 de julio de 2006 por Kodansha; que luego fue licenciado en inglés por Dark Horse y se lanzado en Estados Unidos el 12 de diciembre de 2007.

#### Videojuegos
Un juego de aventura titulado Aa! Megami-sama! para el NEC PC-9801 fue lanzado en 1993 por Banpresto. La versión mejorada fue lanzada en 1997 para la PC-FX que añade voz y otras mejoras.
Un juego Quiz para Dreamcast titulado quiz: Oh My Goddess! fue lanzado en agosto de 1998. El jugador asume el papel de Keiichi Morisato respondiendo a preguntas de los personajes del anime/manga.
En febrero de 2007 el juego ¡Oh Mi diosa! fue desarrollado por Marvelous Interactive y lanzado en Japón para PlayStation 2. El juego, lanzado sólo en Japón, tuvieron tres ediciones: edición limitada (conocido como Holybox); la edición regular de DVD y una edición en 1998 que nombraron Best collection. Actualmente no ha habido planes para que el juego sea licenciado y traducido a otros idiomas.

## Los ángeles
Los ángeles son criaturas que se unen a las diosas cuando consiguen un huevo de ángel. Son criaturas muy poderosas, y una diosa normalmente sólo puede tener uno. Son precisamente, las que permiten a una diosa utilizar las magias más potentes, sin tener que llegar al extremo de romper sus sellos de contención, que es una falta muy grave, de ahí su desmesurado potencial, y la casi incapacidad de una diosa de tener más de uno, e incluso de no poder tener, como es el problema de Skuld. Aunque en un principio una diosa no tiene ángel, cuando lo obtienen, estos se convierten en reflejos de la diosa, potencian a su diosa anfitriona y se mueven sincronizadas con ellas.
Aunque todas las diosas tienen un ángel, éstos no aparecen en el manga hasta bastante después de lo que en el anime se puede comprobar.

## Doblaje
Las voces de los personajes son:
| Actor de doblaje   | Nombre del personaje     | OVA | Mini | película | TV |
| Kikuko Inoue       | Belldandy                | Sí  | Sí   | Sí       | Sí |
| Akemi Okamura      | Belldandy                | No  | Sí   | No       | No |
| Mio Shionoiri      | Belldandy (niña)         | No  | No   | Sí       | No |
| Yumi Tōma          | Belldandy (niña)         | Sí  | No   | No       | Sí |
| Yumi Tōma          | Urd                      | Sí  | Sí   | Sí       | Sí |
| Aya Hisakawa       | Skuld                    | Sí  | Sí   | Sí       | Sí |
| Masami Kikuchi     | Keiichi Morisato         | Sí  | Sí   | Sí       | Sí |
| Megumi Ogata       | Keiichi Morisato (niño)  | Sí  | No   | No       | No |
| Shinji Ogawa       | todopoderoso (Kami-sama) | Sí  | No   | No       | No |
| Hidetoshi Nakamura | todopoderoso (Kami-sama) | No  | No   | Sí       | Sí |
| Hiroshi Yanaka     | Celestin                 | No  | No   | Sí       | No |
| Miki Itō           | Lind                     | No  | No   | No       | Sí |
| Rei Sakuma         | Peorth                   | No  | No   | Sí       | Sí |
| Akiko Yajima       | Ex (Ekusu)               | No  | No   | Sí       | No |
| Yoko Honna         | Ex (Ekusu)               | No  | No   | No       | Sí |
| Rumi Kasahara      | Ere                      | No  | No   | Sí       | No |
| Chiemi Chiba       | Ere                      | No  | No   | No       | Sí |
| Yui Horie          | Chrono (Kurono)          | No  | No   | Sí       | No |
| Masako Joh         | Chrono (Kurono)          | No  | No   | No       | Sí |
| Kōichi Yamadera    | Troubador                | No  | No   | No       | Sí |
| Gara Takashima     | Hild                     | No  | No   | No       | Sí |
| Chafurin           | Lord of Terror           | No  | No   | No       | Sí |
| Urara Takano       | Marller                  | No  | Sí   | No       | Sí |
| Sin actor de voz   | Welsper *                | No  | No   | No       | No |

| Actor de doblaje | Nombre del personaje | OVA | Mini | película | TV |
| Ayako Kawasumi   | Morgan le Fey        | No  | No   | Sí       | No |
| Yuriko Fuchizaki | Megumi Morisato      | Sí  | No   | Sí       | Sí |
| Ikue Otani       | Sora Hasegawa        | Sí  | No   | Sí       | Sí |
| Yuka Imai        | Chihiro Fujimi       | No  | No   | Sí       | Sí |
| Kiyoyuki Yanada  | Toraichi Tamiya      | Sí  | No   | Sí       | Sí |
| Issei Futamata   | Otaki Aoyama         | Sí  | No   | Sí       | Sí |
| Mamiko Noto      | Sayoko Mishima       | No  | No   | No       | Sí |
| Junko Asami      | Sayoko Mishima       | Sí  | No   | No       | No |
| Nobuo Tobita     | Toshiyuki Aoshima    | Sí  | No   | No       | Sí |
| Naomi Shindō     | Shohei Yoshida       | No  | No   | No       | Sí |
| Chie Nakamura    | Satoko Yamano        | No  | No   | No       | Sí |
| Asami Sanada     | Shiho Sakakibara     | No  | No   | No       | Sí |
| Noriko Shitaya   | Hijiri               | No  | No   | Sí       | Sí |
| Mugihito         | Koshian              | No  | No   | No       | Sí |
| Romi Paku        | Sentaro Kawanishi    | No  | No   | No       | Sí |
| Sin actor de voz | Keima Morisato *     | No  | No   | No       | No |
| Sin actor de voz | Takano Morisato *    | No  | No   | No       | No |
| Sin actor de voz | Banpei               | No  | No   | Sí       | Sí |
| Mitsuo Iwata     | Gan-chan             | No  | Sí   | No       | Sí |
| Norio Wakamoto   | Senbee               | No  | No   | No       | Sí |
| Sin actor de voz | Sigel *              | No  | No   | No       | No |
| Yuriko Yamaguchi | Yggdrasil            | No  | No   | Sí       | No |
| Sin actor de voz | Gate *               | No  | No   | No       | No |

## Música
La música fue compuesta por Shiro Hamaguchi. Las dos canciones apertura son Open your mind ~ Chiisana Hane Hirogete ~ (open your mind ～小さな羽根ひろげて～) y Shiawase no IRO (幸せのいろ) por Yoko Ishida. Para las otras se utilizan los siguientes títulos:
- Negai (願い) por Yoko Ishida (eps 1-12 y 24).

- wing por Yōko Takahashi (eps 13-23 y el 25 y 26).

- Our Miracle por Yoko Ishida.

- Bokura no Kiseki (僕らのキセキ) por Yoko Ishida.

- Koibito Doshi (恋人同士) por Jyukai.

## Recepción
El manga fue galardonado con el Premio Kodansha Manga Award en la categoría General el 2009 y el volumen, 41, fue el décimo manga más vendido en Japón en la semana de su publicación según los Rankings de Cómic japonés Oricon. Es el mayor éxito internacional del mangaka Kōsuke Fujishima.